# 李绪鄂
李绪鄂（1928年10月—2001年4月），湖北武汉人，中国的航天技术与导弹技术专家。他曾是中国洲际战略导弹及固体潜地导弹的副总设计师。曾任航天工业部部长，国家科委常务副主任。

## 生平
1952年毕业于清华大学航空系。1985年获国家科学进步特等奖。1998年3月，第九届全国人大第一次会议上，他当选为全国人民代表大会常务委员会委员。

## 评价
他为推动火炬计划的实施，建立新的科技投入体系作出了重大的贡献。在国内外宇航界、科技界等领域享有较高的声望。